# Australian Plant Name Index
L'Australian Plant Name Index (APNI; in italiano "Indice dei nomi delle piante australiane") è un database disponibile online di tutti i nomi pubblicati delle piante vascolari australiane. Comprende tutti i nomi, sia che siano nomi in uso, sinonimi o nomi non più validi. 
Include altresì dettagli bibliografici e di tipizzazione, informazioni dal Census of Australian Vascular Plants, inclusa la distribuzione per stato, collegamenti ad altre risorse, come le mappe di raccolta dei campioni, e note e commenti su altri aspetti.

## Panoramica
Riconosciuto dagli erbari australiani come la fonte più autorevole per la nomenclatura delle piante australiane, esso costituisce il nucleo principale dell'Australia's Virtual Herbarium, un progetto collaborativo dotato di un fondo da 10 milioni di dollari australiani e finalizzato alla fornitura di un accesso online integrato ai dati e alle collezioni di esemplari dei maggiori erbari australiani.
Per l'accesso al database sono proposte due diverse interfacce di interrogazione:
- Australian Plant Name Index (APNI), un'interfaccia di interrogazione completa che fornisce risultati completi, senza alcuna interpretazione automatica;
- What's Its Name (WIN), un'interfaccia di interrogazione meno potente, che fornisce risultati concisi, che possono essere incrementati con il metodo automatico di inferenza (non sempre corretto).

In origine, nato dall'idea di Nancy Tyson Burbidge, esordì come un'opera stampata in quattro volumi, consistenti di 3.055 pagine e contenente oltre 60.000 nomi di piante. Compilato da Arthur Chapman, fece parte dell'Australian Biological Resources Study (ABRS). Nel 1991 fu reso disponibile come database online; la sua gestione passò ai Australian National Botanic Gardens. Due anni dopo, la responsabilità della sua manutenzione è stata assegnata al Centre for Plant Biodiversity Research, specificamente costituito per questo scopo.